# Centro Olímpico de Tênis

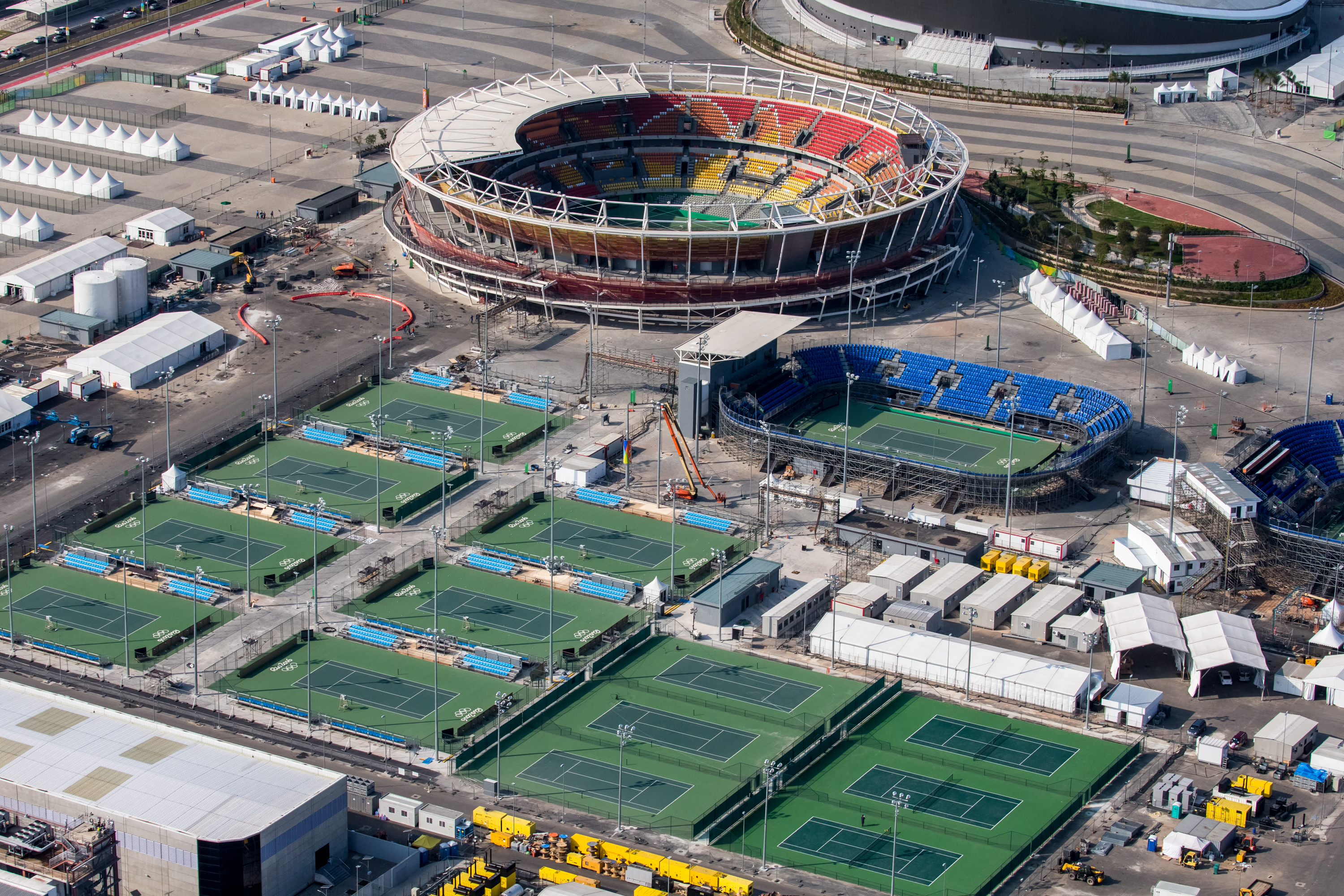
Centro Olímpico de Tênis

Centro Olímpico de Tênis – kompleks tenisowy w Rio de Janeiro, w Brazylii. Został otwarty w grudniu 2015 roku. Dysponuje kortami o nawierzchni twardej, a główny kort kompleksu może pomieścić 10 000 widzów. Obiekt stanowi część kompleksu sportowego Parque Olímpico da Barra, był jedną z aren Letnich Igrzysk Olimpijskich 2016.
Budowa kompleksu rozpoczęła się pod koniec października 2013 roku. Powstawał on głównie z myślą o Letnich Igrzyskach Olimpijskich 2016, jako jedna z aren kompleksu sportowego Parque Olímpico da Barra. Obiekt został zainaugurowany w dniach 10–12 grudnia 2015 roku, kiedy w ramach testów rozegrano w nim zawody Brasil Masters Cup (choć prace nie były wówczas jeszcze w pełni ukończone). Przy okazji otwarcia, główny kort otrzymał imię brazylijskiej tenisistki Marii Bueno.
Główny kort kompleksu może pomieścić 10 000 widzów. Na czas igrzysk olimpijskich w obrębie kompleksu utworzono także tymczasowy kort z trybunami na 5000 widzów (całkowicie zlikwidowany po igrzyskach) oraz kort z trybunami na 3000 widzów (po igrzyskach kort pozostał, ale zdemontowano tymczasowe trybuny wokół niego). Oprócz tego w skład kompleksu weszło 7 kortów ze stałymi trybunami o pojemności 250 widzów, co dawało w sumie 10 kortów turniejowych (wszystkie o nawierzchni twardej). Ponadto utworzonych zostało sześć kortów treningowych.
W sierpniu 2016 roku kompleks gościł zawody tenisowe w ramach Letnich Igrzysk Olimpijskich 2016. We wrześniu 2016 roku w obiekcie rozegrano także zawody w tenisie na wózkach oraz w piłce nożnej pięcioosobowej w ramach Letnich Igrzysk Paraolimpijskich 2016.
W maju 2017 roku kompleks był areną zawodów z cyklu World Tour w siatkówce plażowej.